# Vieux Château de Chanlecy
Le Vieux Château de Chanlecy, est une ancienne maison forte, qui se dresse sur la commune de Champlecy, dans le Charolais, dans le département de Saône-et-Loire, en région Bourgogne-Franche-Comté.

## Situation
Le Vieux Château de Chanlecy est située dans le département français de Saône-et-Loire sur la commune de Champlecy, à flanc de pente.

## Histoire

Armes des Cossé-Brissac

En 1520, la famille de Boyer s'implante sur cette terre. En 1558, Jean de Boyer, seigneur de Champlecy, est lieutenant général au bailliage de Mâcon.
En 1602, Jean-François de Champlecy (ou Jean III) obtient d'Henri IV la substitution du nom de la terre de Champlecy à celui de Boyer.
Au début du XVIIe siècle, Jean-François bâtit le château non loin du château primitif détruit à deux reprises par les ligueurs. Il est conseiller de Louis XIII, chevalier de l'Ordre de Saint-Michel. En 1645, son fils, également nommé Jean-François de Champlecy, hérite de la seigneurie. Au milieu du XVIIe siècle, sa nièce, Anne-Charlotte de Champlecy, baronne de Sainte-Croix, lui succède ; elle épouse Jean-Éléonor de Damas et, en secondes noces, Charles de Batz de Castelmore d'Artagnan, modèle du héros d'Alexandre Dumas.
En 1683, Louis II de Batz, chevalier, baron de Sainte-Croix, seigneur de Castelmore et de Champlecy, comte d'Artagnan, fils cadet des précédents, leur succède. A cette époque, le château est inhabité. En 1709, Louis II vient en prendre possession et le trouve pillé, probablement par la population locale. Il vend la seigneurie à la famille Sercey de Daunoy. Par alliance, le château passe au duc de Cossé-Brissac, baron de la Motte-Saint-Jean. À l'époque révolutionnaire, le château est vendu comme bien national.
Utilisé comme habitation agricole au XIXe et au XXe siècle, elle est finalement rachetée par des propriétaires privés qui restaurent le château.

### Armoiries
- Boyer : D'or, au chevron d'azur, accompagné de trois larmes de gueule, deux en chef, une en pointe
- Chanlecy : D'or, à la colonne d'azur semée de larmes d'argent

## Description
En 1645, le château est décrit comme une maison forte cantonnée de quatre tours ; il n'en subsiste qu'un corps de logis de plan rectangulaire comprenant un étage de soubassement, un rez-de-chaussée et un étage couvert d'un toit à croupes. Il est flanqué sur sa façade nord d'une tour d'escalier carrée hors œuvre sur le pan, coiffée d'un toit en pavillon, que défend au nord, au niveau du second étage, une bretèche sur consoles à ressauts en quart-de-rond, sur le parapet de laquelle sont sculptées les armes de Jean de Champlécy.
De grandes fenêtres à meneaux et croisillons sans moulure éclairent l'unique étage du logis dont le rez-de-chaussée a été remanié au XVIIIe siècle (porte à linteaux en arc surbaissé) et XIXe siècle.
Dans le château, de nombreuses inscriptions, écus et armoiries sculptés ornent les murs.